# Streličasta žutilovka
Streličasta žutilovka (streličasta žutica, pretrganka, lipica, žutica strieličasta, lat. Genista sagittalis, sin. Chamaespartium sagittale), listopadni grm iz porodice mahunarki rasprostranjen po cijeloj Europi, osim krajnjeg sjevera; raste i u Hrvatskoj. Njezino latinsko ime sagittalis, znači streličast. Vrsta je nekada bila uključivana u rod Chamaespartium.
Stabljika joj može biti uspravna ili polegnuta, slabo razgranata. Cvate žutim cvjetovima od svibnja do srpnja.

## Sinonimi
- Chamaespartium sagittale (L.) P.E.Gibbs
- Cytisus sagittalis (L.) Koch
- Genista delphinensis Verl.
- Genistella sagittalis (L.) Gams
- Genistella sagittalis subsp. delphinensis (Verl.) P.Fourn.
- Genistella sagittalis subsp. sagittalis
- Pterospartum sagittale (L.) Willk.